# Kościół Matki Bożej Nieustającej Pomocy w Nowych Skalmierzycach
Kościół Matki Bożej Nieustającej Pomocy w Nowych Skalmierzycach – rzymskokatolicki kościół filialny należący do parafii Bożego Ciała w Nowych Skalmierzycach, przynależy do dekanatu Ołobok w diecezji kaliskiej. 
Świątynia została wzniesiona w latach 1911–1913 dzięki staraniom pastora Bertholda Haarhausena, przy finansowym wsparciu kolejarzy oraz miejscowych luteran. Budowla jest nakryta wysokim dachem dwuspadowym ze ściętymi szczytami i sygnaturką. Wnętrze to jedna nawa, na planie prostokąta z wyodrębnionym prezbiterium, w którym pierwotnie był usytuowany ołtarz ambonalny. Od strony południowej jest umieszczona wieża zakończona krzyżem z hełmem nakrytym blachą miedzianą. W przyziemiu wieży znajduje się zakrystia oraz boczne wejście. Budowla była używana przez protestantów do końca I wojny światowej. Po powstaniu wielkopolskim liczna społeczność ewangelicka opuściła miejscowość, a opiekę duszpasterską nad pozostałymi zaczął sprawować pastor Rutz z Ostrowa Wielkopolskiego. Po II wojnie światowej, w dniu 25 czerwca 1951 roku, opuszczona świątynia została przejęta przez katolików i poświęcona przez księdza kanonika Franciszka Jelińskiego, razem z nadaniem jej wezwania Matki Bożej Nieustającej Pomocy.

## Galeria

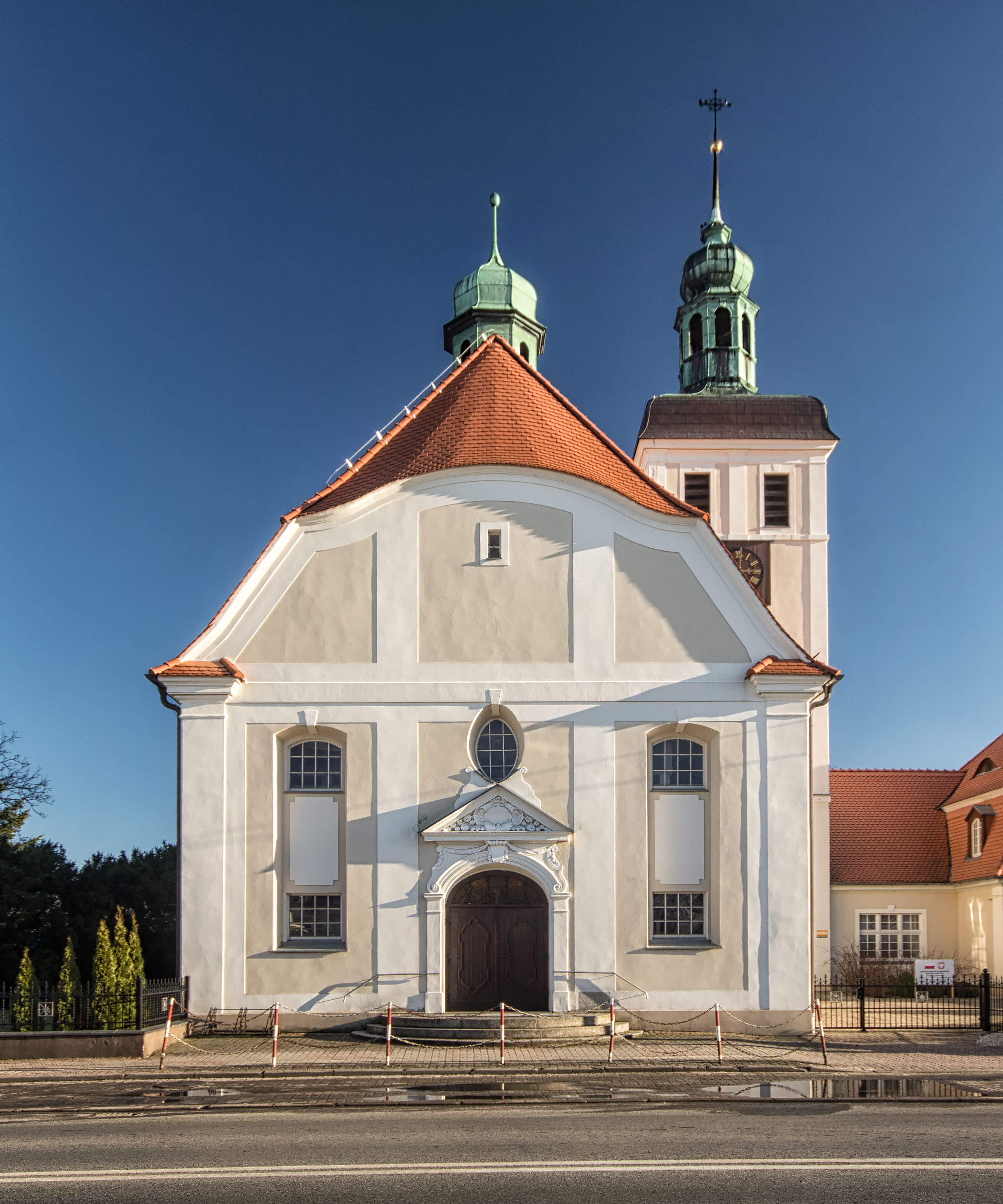
Fasada
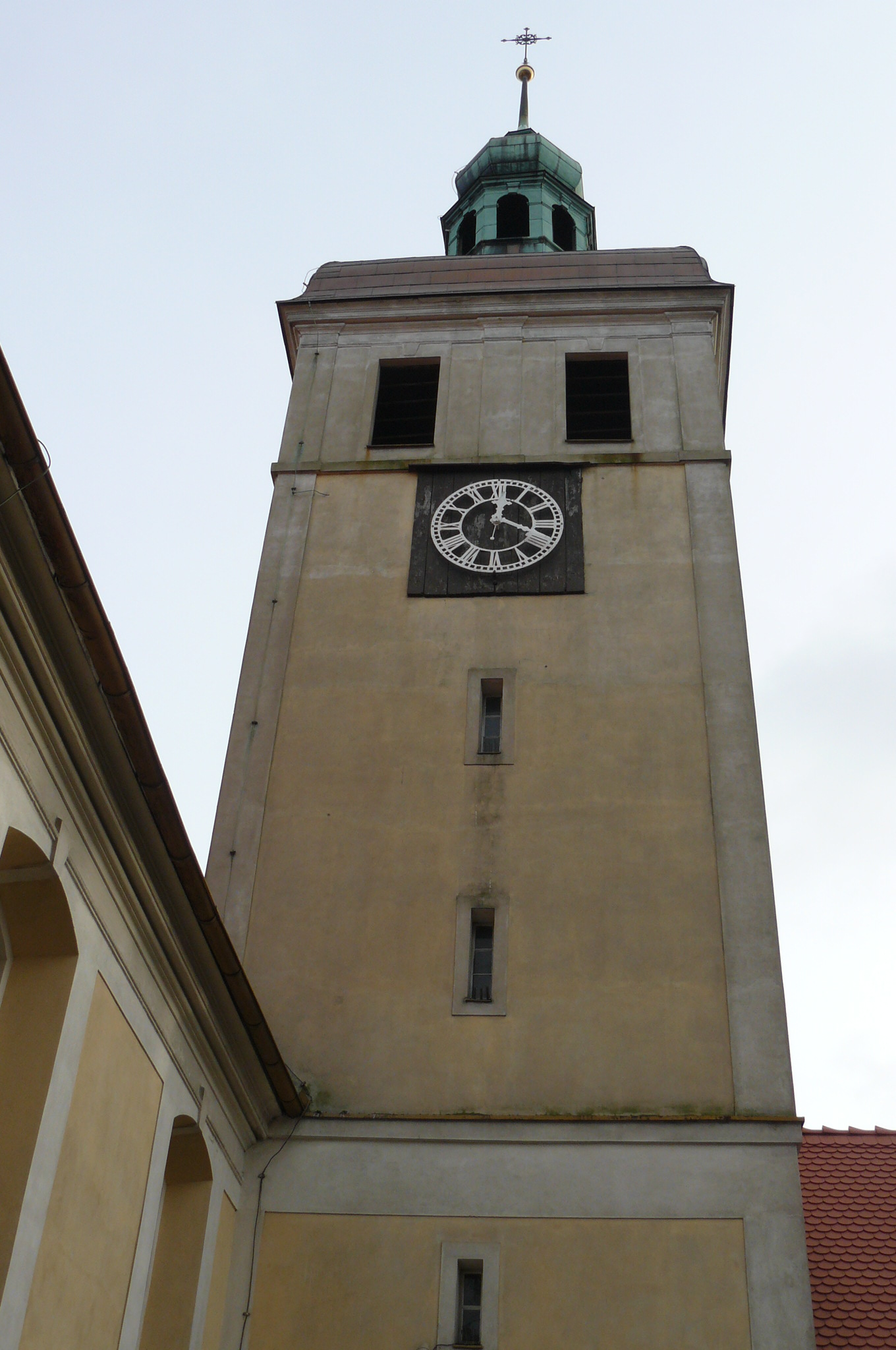
Wieża
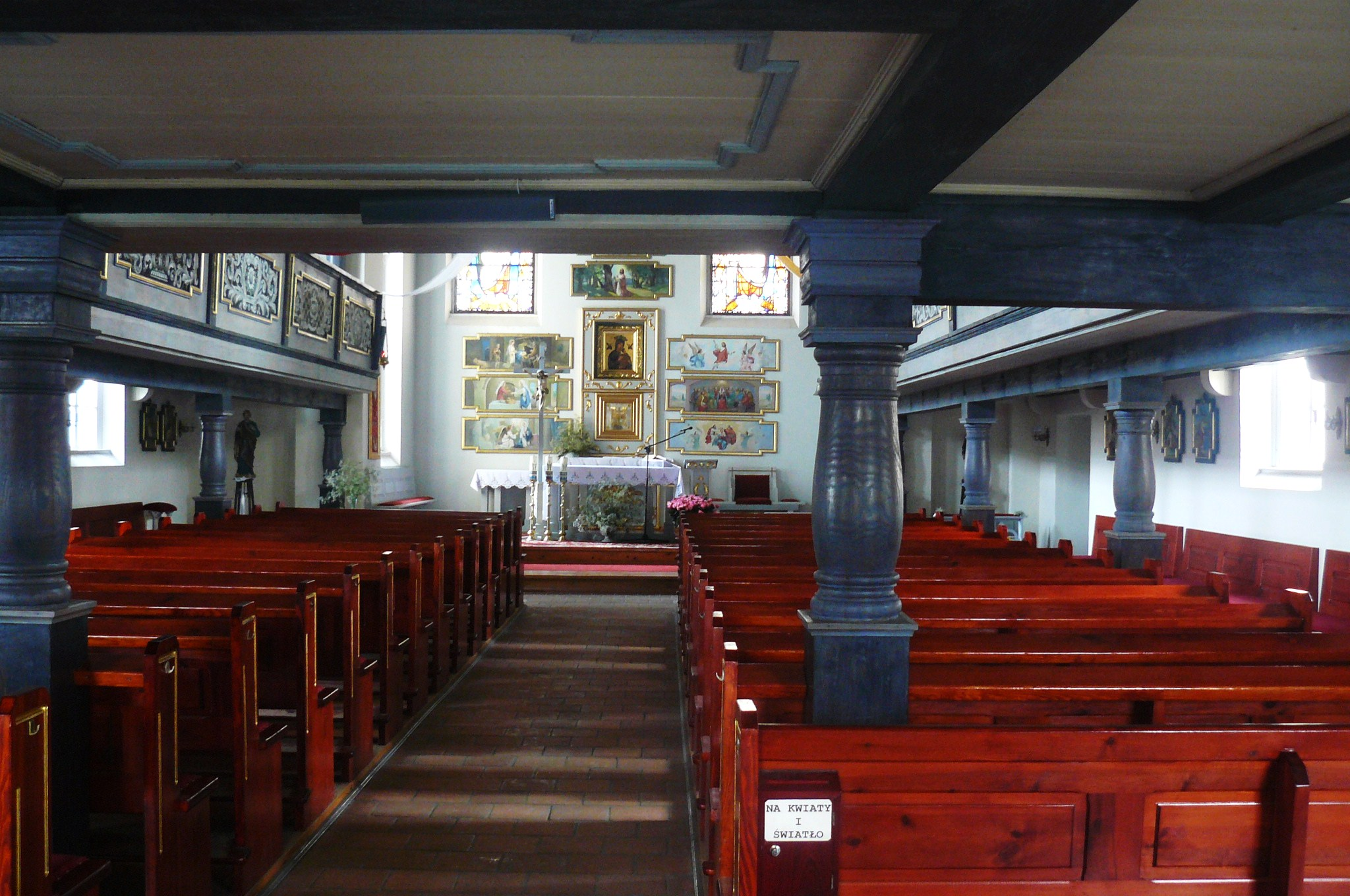
Prezbiterium, balkony i ołtarz
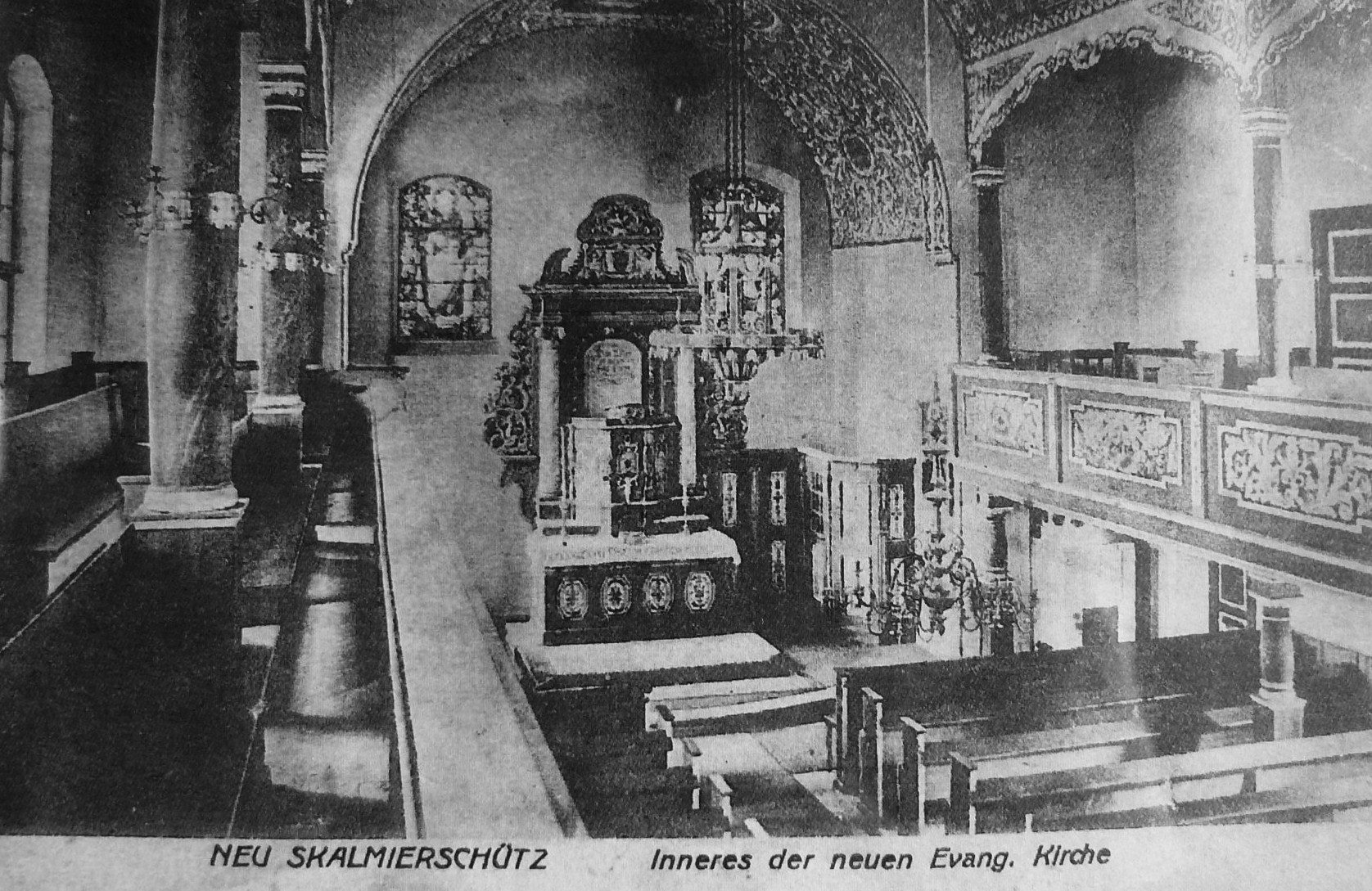
Widok sprzed I wojny światowej